# Maribo Amt
Maribo Amt blev samlet i 1803 af Maribo Amt, Halsted Amt, Ålholm Amt og Nykøbing Amt. I 1970 blev Maribo Amt lagt sammen med Præstø Amt til Storstrøms Amt.
Maribo Amt omfattede Lolland-Falster med tilliggende øer (samlet areal 1775,3 km² i 1906), og var inddelt i seks herreder: Falsters Nørre Herred, Falsters Sønder Herred, Fuglse  Herred, Lollands Nørre Herred, Lollands Sønder Herred og Musse Herred - de to første på Falster, de fire andre på Lolland. I amtets område lå købstæderne Maribo, Nakskov, Nykøbing Falster, Nysted, Rødby, Sakskøbing og Stubbekøbing.
Trods amtets navn residerede amtmanden ikke i Maribo, men i Nykøbing.
I det danske nummerpladesystem havde Maribo Amt bogstavet L fra 1903 til 1958, og da systemet i dette år blev omlagt, fik Nykøbing Falster LA, Sakskøbing LE, Nysted LK, Rødby LN, Maribo LR og Nakskov LU.

## Amtmænd
- 1737 – 1763: Christian Frederik Raben
- 1804 – 1811: Caspar Wilhelm von Munthe af Morgenstierne
- 1811 – 1814: Hans Wilhelm Cederfeld de Simonsen
- 1885 – 1886: Iver Emil Hermann William Unsgaard
- 1890 – 1903: Conrad Alexander Fabritius de Tengnagel
- 1903 – 1912: Gustav Hakon Valdemar Feddersen
- 1912 – 19??: Waldemar Oxholm